# Італійська колонізація Північного Причорномор'я
Італійська колонізація Північного Причорномор'я — складова частина процесу розпаду Візантійської імперії та економічної експансії морських республік середньовічної Італії.

## Історія
З другої половини XII століття, після опанування торговельними зв'язками Європи з Левантом, купецтво італійських міст, переважно Венеції та Генуї, спрямувало зусилля на завоювання ринків більш віддаленого Причорномор'я. З 1169 уряд Візантії, який контролював чорноморські протоки, відкрив доступ у цей регіон для генуезьких купців. Лише після падіння Константинополя в ході четвертого хрестового походу венеційські купці за угодою з Латинською імперією (1204–1261) здобули виняткове право торгівлі у Чорному морі. В Північному Причорномор'ї їхньою головною факторією стала Солдайя (сучасний Судак) (1260–1365).
Після відновлення 1261 Візантійської імперії союзники греків генуезці повернули собі домінування в Причорномор'ї, де закріпилися, зокрема, в Криму, в Монкастро (Маврокастро; нині місто Білгород-Дністровський), на Тамані (Матраха), пізніше в Тані (нині місто Азов), в гирлі Дунаю — у Вічині (сучасне місто Ісакча в Румунії) та Лікостомо (сучасне місто Кілія). Переділ володінь у Північному Причорномор'ї між Генуезькою та Венеційською торговельними республіками завершився після Війни за протоки (1350–1355). За угодами 1350 з Візантією, 1355 з Венецією, 1365, 1380, 1381, 1387 із Золотою Ордою генуезці закріпили за собою все узбережжя Криму від Херсонеса Таврійського до Керчі. Головні з цих володінь — Кафа (з 1266), Солдайя (з 1365), Чембало (Балаклава), Мангуп, Джаліта (Ялта), Лупіко (Алупка), Горзувіум (Гурзуф), Партеніт, Лушта (Алушта), Воспоро та інші, генуезька колонія в місті Солхат (Старий Крим), які з часом стали основою Капітанства Готія, до якого входили також і території, заселені місцевим населенням. Владу над генуезькими колоніями у Причорномор'ї здійснював консул Кафи, який обирався в Генуї, але присягав Статуту Кафи та Генуї вже в Криму.
Венеційці утримали за собою ринки Малої Азії, пізніше закріпилися на західному узбережжі Чорного моря з факторією в гирлі Дунаю. В XIV столітті їхню увагу було прикуто до Азовського моря, де вони закріпилися в гирлі Дону, заснувавши факторію в Тані поблизу ординської фортеці Азак, де закінчувався Великий шовковий шлях. Це стало можливим завдяки активним дипломатичним зносинам з ханами Золотої Орди Узбеком і Джанібеком. 1355 венеційці заснували факторію Провато неподалік Кафи. Поблизу сучасного міста Таганрог (Ростовської області, Російська Федерація), неподалік від Тани виникла пізанська колонія Порто Пізано. В Північному Причорномор'ї було засновано декілька нових єпархій католицької церкви: в Кафі, Херсонесі та Воспоро.
З кінця XIV століття поступово переміщуються трансконтинентальні торговельні шляхи — великого значення набув маршрут з Європи до Причорномор'я не через Константинополь, а через Львів та Монкастро. З розширенням військової експансії Османської імперії венеційці та генуезці до кінця XV століття втрачають свої факторії в Причорномор'ї. Дипломатичні місії Іосафата Барбаро та Амброджо Контаріні до Персії (нині Іран) у пошуку союзників проти османів не змогли зупинити проникнення османів до Європи та Криму, після чого припинилося існування італійських колоній у Північному Причорномор'ї (1475).